# Подвижничество
Подви́жничество — самоотверженная деятельность, направленная на достижение высоких целей. В религиозном смысле — ряд особенных, духовных и внешних, благочестивых упражнений, основанных на самоотречении и имеющих целью религиозное самоусовершенствование. В более широком смысле (религиозном и секулярном): активная позиция противостояния злу, самоотверженная деятельность, героизм и самопожертвование в работе.
Подвижничество составляло образ жизни аскетов, отличавшихся от монахов неподчинённостью определённым внешним правилам. Прототипы христианского подвижничества обыкновенно видят в апостолах Иакове, Марке и Павле, которые, проходя апостольское служение, всю жизнь сохраняли девство. О развитии подвижничества между христианами обоих полов во II и III веках говорят подробно Иустин Философ, Афинагор Афинский и Тертуллиан; они свидетельствуют о множестве мужчин и женщин, которые, приняв христианство в детстве или юности, до самой смерти пребывали в строгом девстве, а также мужей и жён, которые по принятии христианства прекращали между собою супружеские отношения.
Иоанн (Снычев) говорит о «подвиге терпения», «подвиге брани» и «подвиге смирения», описывая житие Александра Невского.